# Cmentarz komunalny w Dzięgielowie
Cmentarz komunalny w Dzięgielowie – cmentarz komunalny w Dzięgielowie, dawniej ewangelicki, położony przy ulicy Cieszyńskiej. Jest wpisany do gminnej ewidencji zabytków. Zarządzany jest przez gminę Goleszów.
Pochówki mieszkańców Dzięgielowa odbywały się na cmentarzach wyznaniowych w sąsiednim Puńcowie. Na skutek założenia na terenie wsi Zakładów Opiekuńczo-Wychowawczych, gdzie przebywały osoby starsze, nastąpiło zwiększenie liczby pochówków. Cmentarz w Dzięgielowie powstał w 1925 jako nekropolia wyznaniowa, ewangelicka.
Przez jego środek przeprowadzono aleję, prowadzącą do kaplicy cmentarnej. Kaplica pozostaje jednak używana sporadycznie. Aleja dzieli cmentarz na dwie części. Po jednej stronie odbywają się pochówki osób wyznania ewangelickiego, a po drugiej - katolickiego.
Na cmentarzu znajduje się wydzielona kwatera mieszcząca groby sióstr diakonis z miejscowego Diakonatu Eben-Ezer. Każdy z grobów sióstr przykryty jest płytą z wypisanym jej imieniem, nazwiskiem, datą urodzin i śmierci, liczbą lat posługi w diakonacie oraz wersetem biblijnym.